# 근위군단
근위군단(近衛軍團, 독일어: Gardekorps; GK 가르데코릅스[*])은 19세기 프로이센에서부터 제1차 세계 대전 당시 독일 제국 때까지 존재한 군단급 사령부이다.
군단 본부는 베를린에 있었고 병력은 베를린 시내 및 베를린 주위의 소도시(포츠담, 위터보히, 되베리츠)에 주둔했다. 독일 제국 육군의 다른 군단들과 달리 근위군단은 특정 지역 출신 병사들로만 이루어져 있지 않았고 프로이센 및 알자스-로트링겐 전역에서 병력을 징집하였다.
근위군단은 독일 통일 전쟁에 종군했으며 보불전쟁때는 제2군에 배속되었다.
제1차 세계 대전이 발발하자 제2군에 속했다. 전쟁 종료 시점에는 제4군에 속해 있었으며 그때까지 궤멸되지 않고 생존하였다. 전쟁 패배 이후 독일 육군 자체가 해산되면서 근위군단도 함께 해산되었다.